# タバリー

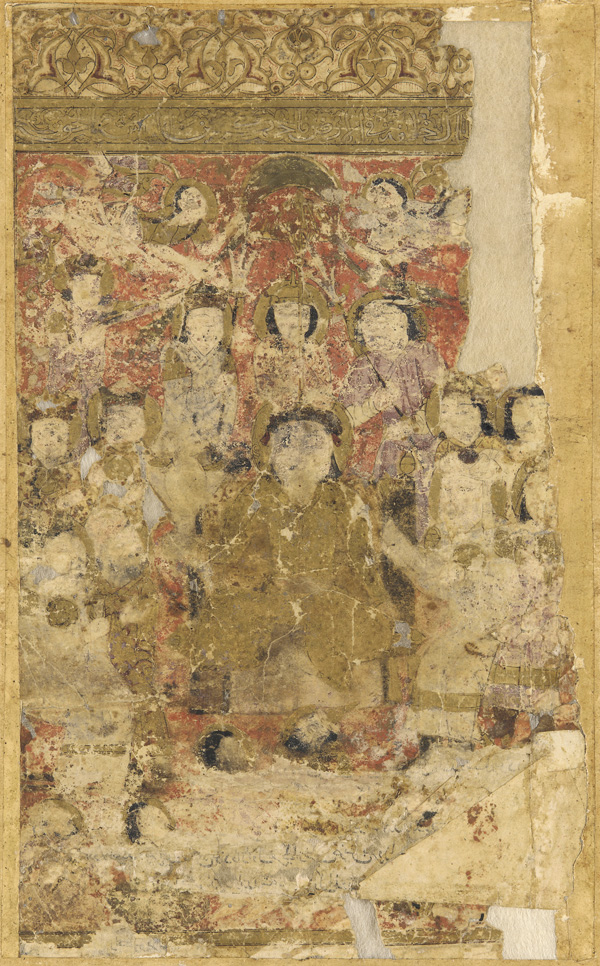
10世紀にタバリーの『諸使徒と諸王の歴史』のペルシア語版を著したバルアーミーの写本の挿絵（14世紀頃）

タバリー(アラビア語 الطبري al-Ṭabarī ,アラビア語ペルシア語  ابو جعفر محمد بن جرير الطبري Abū Ja‘far Muḥammad b. Jarīr al-Ṭabarī、838年 ‐ 923年)は、アッバース朝時代のバグダードで活躍したウラマーである。カスピ海南岸のタバリスターン地方（現在のマーザンダラーン州）の州都アーモルの出身。ハディース学とクルアーン解釈学（タフスィール学）で優れた業績を修めており、『諸使徒と諸王の歴史』と『クルアーン章句解釈に関する全解明』の2著作は、後世の歴史学とタフスィール学の基礎的文献として現在でも重要である。かれはシャーフィイー学派から独立してジャリール学派（タバリー学派）という独自の学派を形成したが、シャーフィイー学派やハンバル学派と対立し衰微した。

## 名前
タバリーはペルシア語で、フルネームをアブー・ジャアファル・ムハンマド・イブン・ジャリール・アッ＝タバリーと言う。ジャアファルの父、ムハンマドは預言者ムハンマド、ジャリールの息子、タバリスターン州からそれぞれ来たものである。タバリーを首祖とするジャリール学派（:en）は彼のクンヤであるこの「イブン・ジャリール」（ ابن جرير Ibn Jarīr）に由来している。

## 生涯
カスピ海から約20キロメートル南に離れたタバリスターンのアーモル（:en）で、838年あるいは839年の冬に、タバリーは誕生した。彼は早熟で、12歳になったヒジュラ暦236年（850年か851年）には勉学のため故郷を離れた。故郷とは密接な関係を持ち続け、少なくとも二回は戻っている。最後はヒジュラ暦290年（903年）で、おそらく彼のはっきりものを言う性格が不愉快な出来事を引き起こし、早い旅立ちを決意させたのだろう。
タバリーは、まずレイに行った。そこで彼は約5年間を過ごした。そこでの重要な師はアブー・アブドゥッラー・ムハンマド・イブン・フマイド・アッ＝ラーズィーだった。彼は既に70代になっており、引退して生まれ故郷のバグダードで教えていた。タバリーはイブン・フマイドから8世紀の著明な伝承学者イブン・イスハークの歴史的業績について学んだが、特にイブン・イスハーク（:en）の主著で預言者ムハンマドの伝記である『預言者伝』（Sīrat Rasūl Allāh）について学んだ。（預言者ムハンマドの伝記は特に『スィーラ』（al-Sīra）と呼ばれるが、後年のタバリーの著作にはムハンマド在世前後のイスラーム時代初期の情報について『預言者伝』を含むイブン・イスハークの『マガーズィーの書』からの引用が多い。）こうしてタバリーは幼少時代にイスラーム先史と、初期イスラーム史を学んだ。この経験からタバリーはイブン・フマイドをしばしば引用している。この二人の名以外、レイでの他の師については分からない。
その後、バグダードのイブン・ハンバルのもとに学びに行くが、ちょうど彼は亡くなってしまっていた。これが855年か856年の頃だった。おそらくタバリーは最初のバグダード訪問よりもメッカ、メディナへの聖地巡礼（ハッジ）を優先させた。おそらくその翌年のことではあるが、バグダードを離れ、南のバスラやクーファやワースィトなどの諸都市に渡る。そこで彼は多くの著名で優れた業績を上げた学者たちと会った。
バグダードに戻って、彼はアッバース朝第10代カリフ・ムタワッキルと第15代カリフ・ムウタミドの宰相（ワズィール）として有名であったウバイドッラー・ビン・ヤフヤー・ブン・アル＝ハーカーンの個人家庭教師になった。これが858年より前のことだと考えられる。ワズィール・ウバイドゥッラーは公職を辞し、858年から862年まで追放されていた。ここに一つの逸話がある。タバリーが月に金貨10ディナールで教師に就いたところ、あまりにも教え方が上手く文筆に優れていたので、タバリーは皿いっぱいのディナール金貨とディルハム銀貨を受けた。高潔なタバリーはその申し出を仕事に見合う量の仕事で契約したのだからこれ以上の名誉は受けられないと言ってその申し出を辞退した。このように贈り物を固辞したり、必要以上の見返りを辞退する彼のエピソードは数多い。
20代の後半、タバリーはシリア、パレスチナ、エジプトを旅行した。ベイルートでアル＝アッバース・ブン・アル＝ワリード・ブン・アル＝マズヤード・アル＝ウズリー・アル＝バイルーティー（785年-883年）とのきわめて重要なつながりを作った。アル＝アッバースはタバリーにシリア学派のクルアーンのいろいろな読み方を教えた。そしてタバリーは100年前からベイルートで著名な法学者である父のワリードのアル＝アウザーイー（いわゆるシリアのアウザーイー学派の名祖）の法観念を伝えられた。
867年、タバリーはエジプトに辿り着いた。マーリク学派とシャーフィイー学派の法学を学ぶ。ここでの重要な関係はイブン・アブド・アル＝ハカム家との交流である。
870年以降タバリーは時々バグダードに戻っている。バグダードへの道中で、ハッジを行ったと推測される。もしそうなら彼はヒジャーズにはあまり長くいなかったことになる。タバリーは父から収入を受け、死後は遺産として得ていた。タバリー自身は、政府あるいは司法といった公的な地位に一度も就職しなかった。

## 人物像
タバリーは黒い肌、大きい目、長いひげを持っていたと描写されている。背が高く、細身で彼の髪と髭は彼がかなり年をとるまでずっと黒かった。赤身の肉や脂肪性の食品、その他不健康な食品を避け、健康にかなり気を使っていた。晩年の10年、胸膜炎の発作に苦しむまでほとんど病気になることがなかった。病気になったときは医者の承認を得て自分自身で治療した。
重要な問題に真剣に取り組みながらも、タバリーにはユーモアがあった。若い頃には詩の勉強にも取り組み、詩の創作や詩会で朗唱や詩のやり取りを楽しんだ。エジプトでエジプト人でもめったに知られていないアル＝ティリンマーフ（al-Ṭirimmāḥ）について尋ねられたとき、彼の7世紀の詩作を朗誦できたと言われている。
タバリーには機知があって洗練され、清涼感があり、作法がよく出来ていた。精錬された雄弁を示すどころか、演説が上手くまとまっていないときにはするのを避けた。文法や辞書編集、文献学の重要な基礎作りに貢献し、これらはコーラン注釈学に非常に役立ったと言われる。彼はペルシア語を解し、アラビア語のさまざまな言語から生まれた外来語の起源に精通していた。
タバリーは結婚しなかった。彼の日常は次のようなものだったという。朝早く起きて祈り、昼下がりまで研究し、午後の祈り手として公に祈り、クルアーンを朗誦し、クルアーンの内容を説き、法律などを遅くまで教えた。
923年2月17日、バグダードで亡くなった。

## 業績
タバリーは歴史学・神学・クルアーン注釈学で多くの著作を残した。彼の法学に関する著書が初めに出版され、生涯にわたって出版され続けた。次にコーランの注釈が、最後に彼の生涯を記した本が出版された。大部分が伝聞、口頭資料に基づいて描かれたように見える方法をとっているが、実際は彼の情報のほとんどが著述資料（出版されたもの、出版されていないものに関わらず）によって占められている。彼の伝記作家たちは彼の学問に対する畏敬の念と彼の情熱が読み手に確実な事実を提供したことを強調する。代表的な著書である『諸使徒と諸王の歴史』も彼のイスラーム諸学の研究、特に伝承学の資料として編纂された。
タバリーはイスラーム法学における独自の見解であるイジュティハードを打ち出すのをためらわなかった。自分が引用する資料の正確性を吟味するところから始めた。当然これは歴史より神学の面で必要なことである。しかし革新的な見方を打ち出そうとしたどころか、保守的な見方で描写した。一般的にタバリーの方法は融和的で穏健なものだった。革新的な見方を打ち出して反発を受けないようにしていた。
初期にはタバリーはシャーフィイー法学派と見られていた。シャーフィイー法学は彼によって研鑽されるという恩恵を受けた。後に彼は独自の学派を打ち立てた。若い頃にハンバルからバグダードへ移ったのにもかかわらず、ハンバル学派から強烈な怒りをかった。タバリーのマズハブはたいてい彼の父系の名前を取ってジャリール学派と呼ばれる。当時としては競争的な学派だったので、彼の学派は絶えた。

### 著書
タバリーの著作は多岐にわたり、彼の多い著作全集は主に二つの題でまとめられている。

#### 諸使徒と諸王の歴史
アラビア語: تاريخ الرسل والملوك、Ta'rīkh Rusul wa al-Mulūk 
タアリーフ・ルスル・ワ・アル＝ムルーク。単に『タアリーフ・アッ＝タバリー』とも通称される
最初の2つの大きな作品は年代記(タアリーフ・アッ＝タバリー)として一般的に知られている。歴史は世界創造から始まり915年までの歴史である。相互に矛盾した伝承や情報も整理せずに並記する特徴がある。アラブとムスリムの歴史に関しての正確さと詳細さで有名である。後のイスラーム世界での歴史学の規範として尊重された。タバリーの業績は同時代史としてザンジュの乱の一次資料にもなっている。

#### クルアーン章句解釈に関する全解明
جامع البيان عن تأويل آي القرآن تقريب وتهذيب / Jāmi‘ al-Bayān ‘an ta'wīl āy al-Qurʾān taqrīb wa-tahdhīb 
ジャーミウ・アル＝バヤーン・アン・タアウィーラーア・アル＝クルアーン・タクリーブ・ワ・タフズィーブ。単に『タフスィール・アッ＝タバリー（タバリーのタフスィール）』とも通称される
タバリーの偉大な業績の2つ目はこのクルアーン注釈書（タフスィール・アッ＝タバリー）である。年代記と同じく細部の描写に満ちている。文法学的観点を主眼として詳細な注釈をほどこしているため、現在でも高い評価を得ている。その本の大きさと独立した判断が十分な発行をするのを妨げたと考えられる12世紀のセルジューク朝のハディース学者フサイン・バガウィーや15世紀後半のマムルーク朝の学者スユーティーなどの学者が彼を多く引用している。また14世紀に活躍したシリアのイスマーイール・イブン＝カスィールの『タフスィール・イブン＝カスィール』の編纂に使われた。タバリーのタフスィールは、21世紀現在になってからも使われているものの中では、最古の部類に入る。

#### その他
預言者ムハンマドの教友（サハーバ）たちの伝説を収集する作業はタバリーによってはじめられた。これはタバリーの3つ目の偉大な業績に数えられているが、未完に終わった。